# Stanguellini
 (signalé en mai 2025).
Si vous disposez d'ouvrages ou d'articles de référence ou si vous connaissez des sites web de qualité traitant du thème abordé ici, merci de compléter l'article en donnant les références utiles à sa vérifiabilité et en les liant à la section « Notes et références ».
- Archive Wikiwix
- Bing
- Cairn
- DuckDuckGo
- E. Universalis
- Gallica
- Google
- G. Books
- G. News
- G. Scholar
- Persée
- Qwant
- (zh) Baidu
- (ru) Yandex
- (wd) trouver des œuvres sur Wikidata

La Stanguellini a été une société de construction mécanique italienne située à Modène qui s'est particulièrement distinguée dans le secteur de la compétition motocycliste et automobile. 

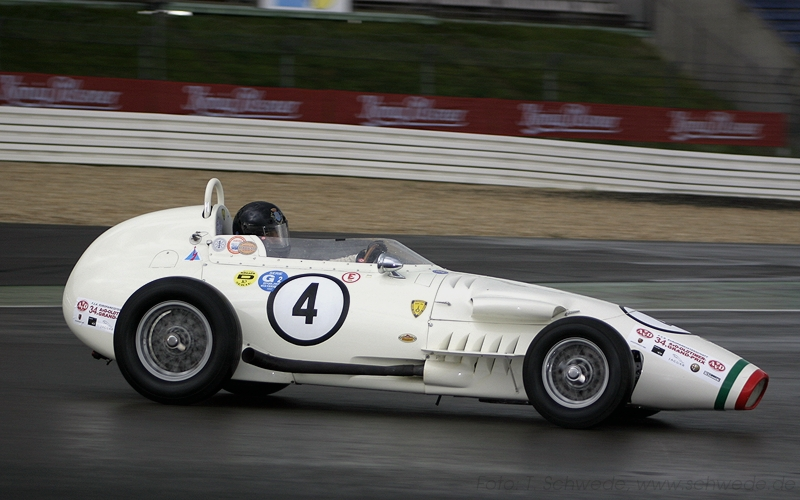
Formule Junior.

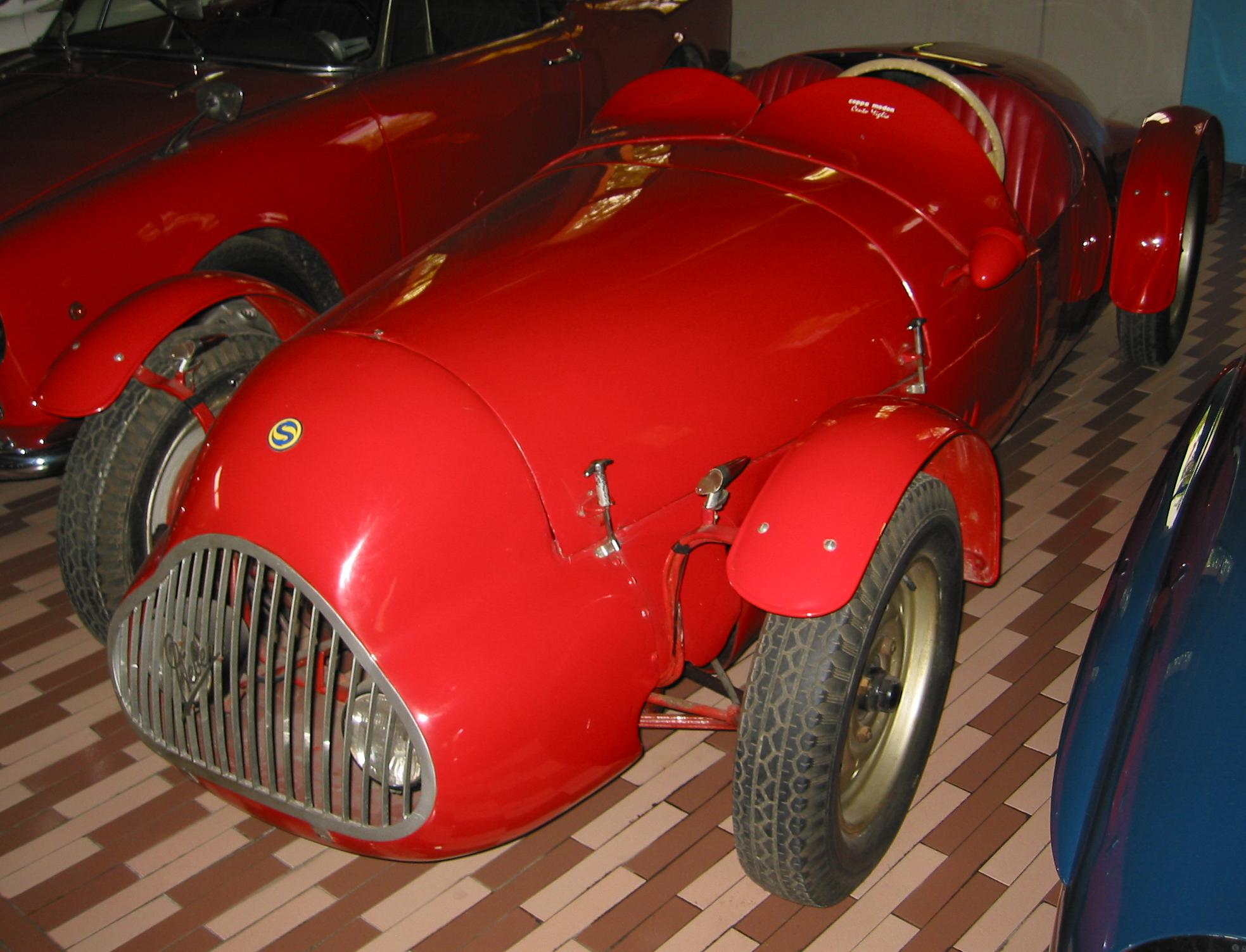
Stanguellini biplace.

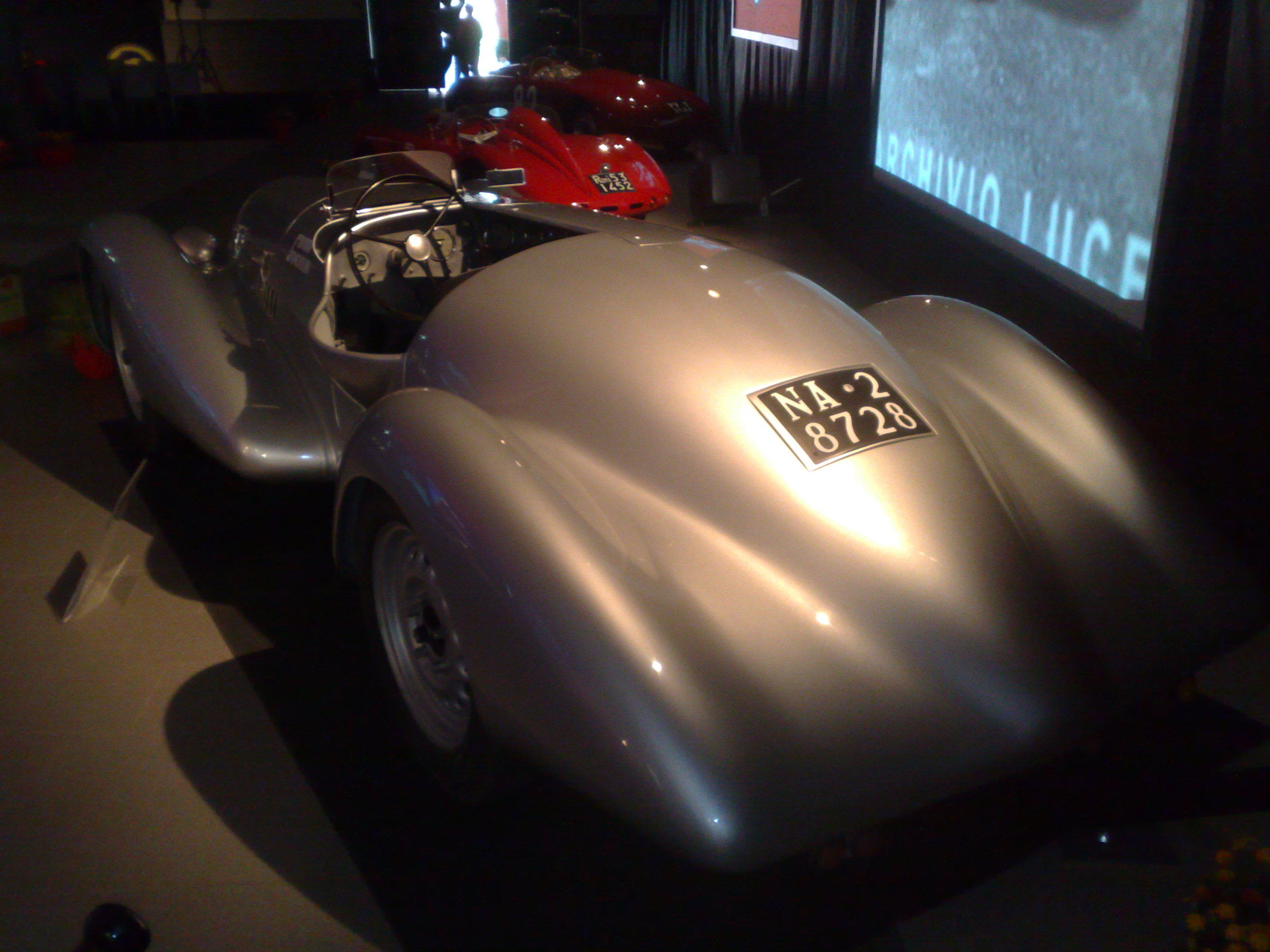
La 2800 Sport - 1939.

## Histoire
Cette marque naît en 1900 à Modène de la passion de Francesco Stanguellini pour le sport mécanique.
Dans les premières années du XXe siècle, la marque prend de l'importance en participant à ses premières courses motocyclistes puis d'automobiles. En 1936, la société entre dans une production de modèles dérivés de châssis de Fiat et Maserati avec les modèles 750, la 1100 et la 2800. 
En 1937, il est formé une première équipe de compétition automobile qui débute par une série de victoires jusqu'à remporter la première place de classe (50° absolu) au 12e Mille Miglia en 1938 avec une Stanguellini 750, obtenant, ainsi, une reconnaissance au niveau international.
Ensuite, les succès aussi bien nationaux qu'internationaux se succèdent, où sur les circuits, les voitures modeneses s'affrontent avec celles de la Scuderia Ferrari. Dans les dernières années de 1940 la société produit aussi des châssis de voitures et des moteurs de haute technique.
Dans les années 1960, l'entreprise continue de connaître des succès en Formule Junior et obtient des records de vitesse. À cette époque, l'écurie entre en Formule 3 ; cependant des difficultés économiques l'empêchent d'obtenir les résultats escomptés.
En 1981, la mort de Vittorio Stanguellini signe la fin de cette petite entreprise de construction mécanique italienne. Aujourd'hui, les voitures sont appréciées comme automobile d'époque pour leurs prestations et leur esthétique.

## Source de la traduction
- (it) Cet article est partiellement ou en totalité issu de l’article de Wikipédia en italien intitulé « Stanguellini » (voir la liste des auteurs).